# Station hydrologique
Une station hydrologique, également appelée station hydrométrique, sert à l'observation d'un ou de plusieurs éléments déterminés en vue de l'étude de phénomènes hydrologiques.

## Présentation
La station hydrologique établit et quantifie à partir de réseaux de capteurs, d'enregistreurs et de prélèvements, les flux liquides et solides d’un système hydrologique.
Exemples :
- hydrologie pour la prévision des crues du bassin, surveillances de cours d'eau (données en temps réel du débit et de la hauteur de l'eau)[2] ;

- station hydrologique côtière : relevés hydrologiques des océans.